# أليس براون (موظفة مدنية)
أليس براون (بالإنجليزية: Alice Brown)‏ هي موظفة مدنية بريطانية، ولدت في 30 سبتمبر 1946 في المملكة المتحدة.